# Antic palau (Vistabella del Maestrat)
L'Antic Palau de Vistabella del Maestrat a la comarca de l'Alt Maestrat (província de Castelló), també conegut com la Presó i Palau del Rei Pere el Cerimoniós, és un conjunt format per dos edificis annexos declarats Bé de Rellevància Local, catalogació que es deu a estar inclòs en la delimitació de l'entorn de protecció del Ben d'Interès Cultural conegut com a “Castell i muralles de Vistabella del Maestrat”, amb codi d'identificació: 12.04.139-010.
El conjunt format pel palau i la presó annexa, es localitza en ple nucli urbà, prop de l'Església i del carrer Major, en concret abasta part dels carrers Jesús (els nombres 5 i 7 el palau) i Forn Vell (nombres 8, 10, 12 la presó).
Del Palau se sap que estava construït en 1338, ja que en aquest any va ser residència del rei de la Corona d'Aragó Pere IV el Cerimoniós.
Es tracta d'un palau construït seguint els cànons renaixentistes, amb una façana en la qual destaca el ràfec tallat en fusta. La resta de la construcció ha sofert modificacions degudes a reformes i intervencions al llarg de la història, malgrat la qual cosa encara pot percebre's la composició tripartida, les portes d'accés se situen en la planta baixa, grans balconades amb llinda, tres en total, a l'espai central i, finalment, en el pis superior, una gran balconada correguda tallada en fusta, igual que l'esmentat ràfec.
Per la seva banda l'edifici que exercia les funcions d'antiga presó es troba adossat a l'antic palau, i en ell es pot veure la cel·la on es recloïa als presos.
El complex format per ambdues construccions es complementa amb unes cavallerisses
cobertes amb arcs de mig punt, que van ser utilitzades com a lloc per situar el forn municipal, actualment encara en funcionament.